# Fabian Peters
Fabian Peters (auch Petersen; † nach 1576) war ein niederländischer Orgelbauer, der in Nordostdeutschland wirkte.

## Leben
Fabian Peters stammte aus Sneek in Friesland. Um 1566 heiratete er in Rostock, wo er auch lebte. Von ihm Orgelneubauten in einigen größeren Städten Mecklenburgs, Vorpommerns und der Uckermark bekannt, die heute nicht mehr erhalten sind. Der Greifswalder Kantor Eucharius Hoffmann widmete ihm 1577 eines seiner Cantiones.

## Werkliste
- Parchim, St. Georgen, 1564, Neubau
- Wismar, St. Marien, 1566, Reparatur
- Prenzlau, St. Marien, 1567, Neubau, III/P, ca. 35
- Malchin, St. Johannis, 1570, Neubau
- Stralsund, St. Marien, 1570/75, Neubau
- Greifswald, St. Nikolai, 1575/77, Neubau[2]
- Greifswald, St. Jacobi, 1576/78, Neubau